# Thyrisomidae
Thyrisomidae zijn  een familie van mijten. Bij de familie zijn 8 geslachten met circa 50 soorten ingedeeld.